# Nyssodrysternum conspicillare
Nyssodrysternum conspicillare es una especie de escarabajo longicornio del género Nyssodrysternum, tribu Acanthocinini, subfamilia Lamiinae. Fue descrita científicamente por Erichson en 1847.

## Descripción
Mide 6-11 milímetros de longitud.

## Distribución
Se distribuye por Bolivia, Brasil, Ecuador y Perú.